# جایزه بهترین زن ورزشکار بین‌المللی
جایزه بهترین زن ورزشکار بین‌المللی، جایزه‌ای است که توسط برنامه تلویزیونی جوایز سالیانه دستاوردهای برتر در ورزش از سال 1993 هر ساله به زنان ورزشکاری که در یک سال تقویمی معین رای آورده‌اند، صرف نظر از ملیت یا رشته ورزشی که در آن نامزد شده‌اند، اهدا می‌شود. هیئت رای‌گیری جایزه بین سال‌های 1993 و 2004 متشکل از افراد مختلفی بود. این افراد متشکل از خبرنگاران ورزشی، گویندگان ورزشی، مجریان ورزشی، ورزشکاران بازنشسته و نیز شخصیت‌های برگزیده شبکه برنامه‌های تفریحی و ورزشی (ای‌اس‌پی‌ان) بود که در مجموع به آن‌ها خبرگان گفته می‌شد. اما پس از این سال‌ها رأی‌گیری منحصراً از طریق اینترنت توسط طرفداران از میان نامزدهایی که کمیته انتخاب نامزد ای‌اس‌پی‌ان انتخاب کرده است، انجام شده است. از طریق تکرار جوایز سالیانه دستاوردهای برتر در ورزش در سال 2001، مراسمی در فوریه هر سال برای بزرگداشت دستاوردهای سال گذشته تقویم برگزار شد. جوایز ارائه شده پس از آن در ژوئن اعطا می‌شود و عملکرد ژوئن قبلی را منعکس می‌کند.
از میان دریافت کنندگان این جوایز افرادی بوده‌اند که چندین بار موفق به کسب جایزه شده‌اند. پنج بانوی ورزشکار، میا هام فوتبالیست آمریکایی، آمنیکا سورنستام گلف باز سوئدی، لیندزی وان اسکی‌باز آلپاین آمریکایی، سرینا ویلیامز تنیس‌باز آمریکایی و روندا رزی هنرمند رزمی ترکیبی آمریکایی، همه دو بار برنده این جایزه شده‌اند. هام در سال‌های ۱۹۹۸ و ۲۰۰۰، سورنستام در سال‌های ۲۰۰۵ و ۲۰۰۶، وون در سال‌های ۲۰۱۰ و ۲۰۱۱، ویلیامز در سال‌های ۲۰۰۳ و ۲۰۱۳ و رزی در سال‌های ۲۰۱۴ و ۲۰۱۵ مورد تقدیر قرار گرفتند. سورنستام، اوزاکا و مونیکا سلش تنها برگزیدگانی هستند اهل ایالات متحده نبودند. از بین برندگان، هفت نفر در رشته ورزشی بسکتبال نامزد شده بودند که این تعداد ورزشکار بیشتر از تعداد ورزشکاران هر رشته ورزشی دیگری در این مسابقه است. ورزش‌های دیگر تنیس، ژیمناستیک، فوتبال، و شنا هستند. مراسم اهدای جایزه بهترین زن ورزشکار بین‌المللی در سال ۲۰۲۰ به دلیل همه‌گیری کووید-۱۹ برگزار نشد.
دریافت کننده کنونی این جایزه آجا ویلسون است که البته نتوانست به صورت حضوری در مراسم اهدای جوایز شرکت کند. به همین دلیل یک پیام ویدئویی ارسال کرد.
ویلسون در این پیام گفت: «نمی‌توانم این فرصت طلایی جهت تشکر از همه طرفدارانم را از دست بدهم. من بدون حمایت شما این شخصی که اکنون هستم، نبودم. این موضوع در خاطر من می‌ماند. بسیار خوب است که بدانید دختر جوانی که حتی نمی‌خواست بسکتبال بازی کند … برنده جایزه بهترین زن ورزشکار بین‌المللی شد که واقعاً واقعا از این موضوع خوشحالم و قلبم تحت تأثیر این اتفاق است.

## لیست برندگان
هر سال به یک بانوی ورزشکار جایزه بهترین زن ورزشکار بین‌المللی اهدا می‌شود. هر کدام از این بانوان ورزشکار، ملیت‌ها و رشته‌های ورزشی مختلفی داشته‌اند. این رشته‌های ورزشی عبارت اند از: تنیس، اسب دوانی اصیل، اسکیت سرعت، بسکتبال، شنا، دو و میدانی، ژیمناستیک، فوتبال، بسکتبال، گلف، سافت بال، هنرهای رزمی ترکیبی، اسنوبورد و اسکی آلپاین. برندگان از چهار کشور ایالات متحده آمریکا، ژاپن، سوئد و یوگسلاوی بوده‌اند که بیشترین تعداد برنده را آمریکا داشته است. جدول اطلاعات بانوان ورزشکار به همراه آمار راجع به ملیت ورزشکاران و رشته‌های ورزشی آنها در ادامه قرار داده شده است.
| سال  | تصویر                                              | بانوی ورزشکار                       | کشور                                | رشته ورزشی                          | منبع                                |
| ---- | -------------------------------------------------- | ----------------------------------- | ----------------------------------- | ----------------------------------- | ----------------------------------- |
| ۱۹۹۳ | Monica Seles in 1991                               | مونیکا سلش                          | یوگسلاوی                            | تنیس                                | [ ۳ ]                               |
| ۱۹۹۴ | Julie Krone in 2003                                | جولی کرون                           | ایالات متحده آمریکا                 | اسب دوانی اصیل                      | [ ۴ ]                               |
| ۱۹۹۵ | Bonnie Blair in 2010                               | بونی بلر                            | ایالات متحده آمریکا                 | اسکیت سرعت                          | [ ۵ ]                               |
| ۱۹۹۶ | Rebecca Lobo in 2010                               | ربکا لوبو                           | ایالات متحده آمریکا                 | بسکتبال                             | [ ۶ ]                               |
| ۱۹۹۷ | Amy Van Dyken in 2017                              | ایمی ون دایکن                       | ایالات متحده آمریکا                 | شنا                                 | [ ۷ ]                               |
| ۱۹۹۸ | Mia Hamm in 1995                                   | میا هام                             | ایالات متحده آمریکا                 | فوتبال                              | [ ۸ ]                               |
| ۱۹۹۹ | Chamique Holdsclaw in 2016                         | چمیک هولدسکلو                       | ایالات متحده آمریکا                 | بسکتبال                             | [ ۹ ]                               |
| ۲۰۰۰ | Mia Hamm in 2006                                   | میا هام (۲)                         | ایالات متحده آمریکا                 | فوتبال                              | [ ۱۰ ]                              |
| ۲۰۰۱ | Marion Jones in 2000                               | ماریون جونز                         | ایالات متحده آمریکا                 | دو و میدانی                         | [ ۱۱ ]                              |
| ۲۰۰۲ | Venus Williams in 2006                             | ونوس ویلیامز                        | ایالات متحده آمریکا                 | تنیس                                | [ ۱۲ ]                              |
| ۲۰۰۳ |                                                    | سرینا ویلیامز                       | ایالات متحده آمریکا                 | تنیس                                | [ ۱۳ ]                              |
| ۲۰۰۴ | Diana Taurasi in 2007                              | دیانا تاوراسی                       | ایالات متحده آمریکا                 | بسکتبال                             | [ ۱۴ ]                              |
| ۲۰۰۵ | Annika Sorenstam in 2006                           | آمنیکا سورنستام                     | سوئد                                | گلف                                 | [ ۱۵ ]                              |
| ۲۰۰۶ | Annika Sorenstam in 2008                           | آمنیکا سورنستام (۲)                 | سوئد                                | گلف                                 | [ ۱۵ ]                              |
| ۲۰۰۷ | Taryne Mowatt attending a Red Carpet event in 2008 | تارین موات                          | ایالات متحده آمریکا                 | سافت‌بال                             | [ ۱۶ ]                              |
| ۲۰۰۸ | Candace Parker in 2012                             | کندیس پارکر                         | ایالات متحده آمریکا                 | بسکتبال                             | [ ۱۷ ]                              |
| ۲۰۰۹ | Nastia Liukin in 2009                              | ناستیا لوکین                        | ایالات متحده آمریکا                 | ژیمناستیک                           | [ ۱۸ ]                              |
| ۲۰۱۰ | Lindsey Vonn in 2010                               | لیندزی وان                          | ایالات متحده آمریکا                 | اسکی آلپاین                         | [ ۱۹ ]                              |
| ۲۰۱۱ | Lindsery Vonn in 2011                              | لیندزی وان (۲)                      | ایالات متحده آمریکا                 | اسکی آلپاین                         | [ ۲۰ ]                              |
| ۲۰۱۲ | Brittney Griner in 2015                            | بریتنی گراینر                       | ایالات متحده آمریکا                 | بسکتبال                             | [ ۲۱ ]                              |
| ۲۰۱۳ | Serena Williams in 2013                            | سرینا ویلیامز (۲)                   | ایالات متحده آمریکا                 | تنیس                                | [ ۲۲ ]                              |
| ۲۰۱۴ | Ronda Rousey in 2012                               | روندا رزی                           | ایالات متحده آمریکا                 | هنرهای رزمی ترکیبی                  | [ ۲۳ ]                              |
| ۲۰۱۵ | Ronda Rousey in 2012                               | روندا رزی (۲)                       | ایالات متحده آمریکا                 | هنرهای رزمی ترکیبی                  | [ ۲۴ ]                              |
| ۲۰۱۶ | Breanna Stewart in 2017                            | بریانا استوارت                      | ایالات متحده آمریکا                 | بسکتبال                             | [ ۲۵ ]                              |
| ۲۰۱۷ | Simone Biles in 2016                               | سیمون بایلز                         | ایالات متحده آمریکا                 | ژیمناستیک                           | [ ۲۶ ]                              |
| ۲۰۱۸ |                                                    | کلوئه کیم                           | ایالات متحده آمریکا                 | اسنوبورد                            | [ ۲۷ ]                              |
| ۲۰۱۹ |                                                    | الکس مورگان                         | ایالات متحده آمریکا                 | فوتبال                              | [ ۲۸ ]                              |
| ۲۰۲۰ | بدون جایزه به دلیل همه‌گیری کویید-۱۹                | بدون جایزه به دلیل همه‌گیری کویید-۱۹ | بدون جایزه به دلیل همه‌گیری کویید-۱۹ | بدون جایزه به دلیل همه‌گیری کویید-۱۹ | بدون جایزه به دلیل همه‌گیری کویید-۱۹ |
| 2021 |                                                    | نائومی اوساکا                       | ژاپن                                | تنیس                                | [ ۲۹ ]                              |
| ۲۰۲۲ |                                                    | کیتی لدکی                           | ایالات متحده آمریکا                 | شنا                                 | [ ۳۰ ]                              |
| 2023 |                                                    | میکائلا شیفرین                      | ایالات متحده آمریکا                 | اسکی آلپاین                         | [ ۳۱ ]                              |
| ۲۰۲۴ |                                                    | آجا ویلسون                          | ایالات متحده آمریکا                 | بسکتبال                             | [ ۳۲ ]                              |

## آمار
برندگان بر اساس رشته ورزشی
| مسابقه ورزشی       | برندگان (جوایز) | برندگان (افراد) |
| ------------------ | --------------- | --------------- |
| بسکتبال            | ۷               | ۷               |
| تنیس               | ۵               | ۴               |
| فوتبال انجمنی      | ۳               | ۲               |
| ژیمناستیک          | ۲               | ۲               |
| شنا                | ۲               | ۲               |
| اسکی آلپاین        | ۳               | ۲               |
| گلف                | ۲               | ۱               |
| هنرهای رزمی ترکیبی | ۲               | ۱               |
| دو و میدانی        | ۱               | ۱               |
| سافت بال           | ۱               | ۱               |
| اسکیت سرعت         | ۱               | ۱               |
| اسب دوانی اصیل     | ۱               | ۱               |
| اسنوبورد           | ۱               | ۱               |

برندگان بر اساس ملیت
| کشور                | برندگان (جوایز) | برندگان (افراد) |
| ------------------- | --------------- | --------------- |
| ایالات متحده آمریکا | ۲۷              | ۲۳              |
| سوئد                | ۲               | ۱               |
| یوگسلاوی            | ۱               | ۱               |
| ژاپن                | ۱               | ۱               |